# ASKA premium ensemble concert -higher ground- 2019＞＞2020
『ASKA premium ensemble concert -higher ground- 2019>>2020』（アスカ・プレミアム・アンサンブル・コンサート・ハイアー・グラウンド 2019>>2020）は、ASKAのライブ・ビデオ。2020年10月21日にBlu-rayとCD（2枚組）がセットで発売。発売元はDADAレーベル。

## 解説
2019年12月10日から開催された、ASKAのツアー『billboard classics ASKA premium ensemble concert - higher ground -』（全14公演）のうち、2020年2月11日に東京文化会館大ホールで開催された12公演目の模様が収録されている。
同公演後の2公演は新型コロナウイルス流行の影響により延期となったため、ツアー終了を待たずに発売されることとなった。
当初は、2020年6月17日に発売が予定されていたが、新型コロナの影響で一度発売が延期になっている。

## プロモーション
2020年11月8日、テレビ東京全国6局ネットにて、テレビ特番が放送された。

## 収録曲
- ☆はCHAGE and ASKAの楽曲。

### DISC 1 (Blu-ray)
1. -higher ground- overture
作曲：ASKA[注 1]
2. 僕はMusic ☆
作詞：ASKA・松井五郎　作曲：ASKA
3. HELLO
作詞・作曲：ASKA
4. 天気予報の恋人 ☆
作詞・作曲：ASKA
5. Fellows
作詞・作曲：ASKA
6. 修羅を行く
作詞・作曲：ASKA
7. しゃぼん
作詞・作曲：ASKA
8. はじまりはいつも雨
作詞・作曲：ASKA
9. good time
作詞・作曲：ASKA
10. 帰宅
作詞・作曲：ASKA
11. RED HILL ☆
作詞・作曲：ASKA
12. 歌になりたい
作詞・作曲：ASKA
13. you & me
作詞・作曲：ASKA
14. HEART ☆
作詞・作曲：ASKA
15. 百花線乱
作詞・作曲：ASKA
16. higher ground ☆
作詞・作曲：ASKA
17. 青春の鼓動 ☆
作詞・作曲：ASKA
18. 今がいちばんいい
作詞・作曲：ASKA
19. Be free
作詞・作曲：ASKA
20. We Love Music
作詞・作曲：ASKA

Encore
1. 一度きりの笑顔
作詞・作曲：ASKA
2. PRIDE ☆
作詞・作曲：ASKA
3. BIG TREE ☆
作詞・作曲：ASKA

### DISC 2 (CD)
1. -higher ground- overture
2. 僕はMusic ☆
3. HELLO
4. 天気予報の恋人 ☆
5. Fellows
6. 修羅を行く
7. しゃぼん
8. はじまりはいつも雨
9. good time
10. 帰宅
11. RED HILL ☆
12. 歌になりたい

### DISC 3 (CD)
1. you & me
2. HEART ☆
3. 百花線乱
4. higher ground ☆
5. 青春の鼓動 ☆
6. 今がいちばんいい
7. Be free
8. We Love Music

Encore
1. 一度きりの笑顔
2. PRIDE ☆
3. BIG TREE ☆

## 参加ミュージシャン
- Performar：ASKA
- Band Master & Piano：澤近泰輔
- Drums：菅沼孝三
- Bass：荻原"メッケン"基文
- Guitar：古川昌義、鈴川真樹
- Backing Vocal：一木弘行、SHUUBI
- Strings：billboard classics strings
  - 1st Violin：谷口いづみ、沖祥子、中島知恵、山木理紗、徳永希和子、大野由紀子
  - 2nd Violin：原田梢、栗井まどか、小寺理枝、白澤美佳
  - Viola：河野百合名、山田那央
  - Cello：奥田日和、佐藤万衣子
  - Contrabass：小野聡美